# بوروسيا دورتموند الفئات السنية
بوروسيا دورتموند الفئات السنية هي الفئات سنية لنادي بوروسيا دورتموند. النادي يعمل على تنظيم الأولاد من سن التاسعة فمافوق بمجموعه 15 فرق للشباب. 
لارس ريكن لاعب بوروسيا دورتموند السابق واللاعب الدولي الألماني، هو منسق فئات الشباب منذ عام 2008.
قد قام فريق الشباب بتعليم العديد من اللاعبين الذين أصبحوا مميزين في الدوري الألماني و ألمانيا المنتخب، مثل ايكه إيميل، لارس ريكن والمدير الرياضي لنادي بوروسيا دورتموند مايكل زورك. ومن بين الخريجين المنظمين للفريق الأول ماركو ريوس، نوري شاهين ومارسيل شميلزر، وأيضاً أبطال كأس العالم، ماريو غوتزه وكيفن غروسكرويتس.

## التنظيم
يقوم النادي بتجنيد اللاعبين الشباب وتعليمهم مهارات كرة القدم المطلوبة للعب على مستوى هذا النادي.
يأخذ المتدربون الصغار الفرصة للتدريب على مقربة من اللاعبين المحترفين.
وأقام النادي شراكات مع نادي الولايات المتحدة، سينسيناتي يونايتد ونادي لا روكا فوتبول. وسيشمل التعاون فلسفات تدريبية وتدريبات لمدربيهم وأيضاً معسكرات التدريب السنوية مع المدربين في دورتموند.
تم افتتاح مدرسة Evonik لكرة القدم في يوليو 2011 لتوفير التعليم الأساسي للاعبين الشباب الذين لا يقيمون في منطقة دورتموند.
في عام 2014، تم افتتاح صالات نوم جديدة للاعبين الشباب من خارج دورتموند. ويضم الرياضيين الشباب الذين تدربوا ليصبحوا جزءاً من النادي الأول.

## فرق الشباب

### تحت 19
يتنافس الفريق حاليًا في الدوري الألماني تحت 19 عام، ودوري UEFA للشباب. ويشارك أيضا في كأس ألمانيا للناشئين وكأس وستفاليا تحت 19.
المدير السابق لفئة تحت 17 عامًا بنيامين هوفمان هو المدرب منذ سبتمبر 2016.
اعتبارا من يناير 2018

ملاحظة: تشير الأعلام إلى المنتخب الوطني على النحو المحدد في قواعد الأهلية للفيفا. قد يحمل اللاعبون أكثر من جنسية واحدة غير تابعة للفيفا.
| الرقم | البلد                       | المركز | اللاعب           |
| ----- | --------------------------- | ------ | ---------------- |
|       | ألمانيا                     | حارس   | لوسيان هوريلوك   |
|       | ألمانيا                     | حارس   | جوناس هوب        |
|       | جمهورية الكونغو الديمقراطية | حارس   | مايكل لويامبولا  |
|       | ألمانيا                     | حارس   | دومينيك شونينبيك |
|       | ألمانيا                     | حارس   | لوكا أنبيهاون    |
|       | ألمانيا                     | مدافع  | جان نيكلاس بيست  |
|       | ألمانيا                     | مدافع  | لوكا كيليان      |
|       | ألمانيا                     | مدافع  | توبياس ميسنر     |
|       | ألمانيا                     | مدافع  | فلوريان روش      |
|       | ألمانيا                     | مدافع  | ألكساندر شولت    |
|       | ألمانيا                     | مدافع  | جوليان شوارمان   |
|       | ألمانيا                     | مدافع  | تيم سيشلمان      |
|       | ألمانيا                     | مدافع  | ماريوس فين       |
|       | ألمانيا                     | وسط    | جانو باكسمان     |

| الرقم | البلد   | المركز | اللاعب            |
| ----- | ------- | ------ | ----------------- |
|       | ألمانيا | وسط    | كوستانتين فاتح    |
|       | ألمانيا | وسط    | ياسين ابراهيم     |
|       | بولندا  | وسط    | ديفيد كوباتش      |
|       | ألمانيا | وسط    | باتريك أوسترهاج   |
|       | ألمانيا | وسط    | انريكي بينيا      |
|       | ألمانيا | وسط    | توبياس راشل       |
|       | ألمانيا | وسط    | جوليوس شيل        |
|       | ألمانيا | وسط    | دومينيك وانر      |
|       | ألمانيا | مهاجم  | امري ايدنيل       |
|       | ألمانيا | مهاجم  | بول فيليب بيزونغ  |
|       | ألمانيا | مهاجم  | حسين بولوت        |
|       | إسبانيا | مهاجم  | سيرجيو غوميز      |
|       | ألمانيا | مهاجم  | روبن كير          |
|       | ألمانيا | مهاجم  | غابرييل كيريماتنغ |

### تحت 17
الفريق يتنافس حاليا في الدوري الألماني تحت 17 عام، و كأس وستفاليا تحت 17 عام .
و سيباستيان جيبر هو مدرب فئة تحت 17 عام منذ سبتمبر 2016.
اعتبارا من 31 أغسطس عام 2017
ملاحظة: تشير الأعلام إلى المنتخب الوطني على النحو المحدد في قواعد الأهلية للفيفا. قد يحمل اللاعبون أكثر من جنسية واحدة غير تابعة للفيفا.
| الرقم | البلد   | المركز | اللاعب           |
| ----- | ------- | ------ | ---------------- |
|       | ألمانيا | حارس   | جوردان اميسه     |
|       | ألمانيا | حارس   | نيك ديوبل        |
|       | ألمانيا | حارس   | دومينيك شونينبيك |
|       | ألمانيا | مدافع  | جيريمي أباغاي    |
|       | ألمانيا | مدافع  | ميرت جوكان       |
|       | ألمانيا | مدافع  | نيكلاس نوب       |
|       | ألمانيا | مدافع  | نيكو لوبكي       |
|       | ألمانيا | مدافع  | أمير تيرتسي      |
|       | ألمانيا | مدافع  | البين ثاقي       |
|       | ألمانيا | مدافع  | دوران توران      |
|       | ألمانيا | وسط    | أريان بيريشا     |
|       | ألمانيا | وسط    | رافائيل كامبوبن  |
|       | ألمانيا | وسط    | رمزي الفرجاني    |
|       | ألمانيا | وسط    | نيكو هيليبرغ     |

| الرقم | البلد   | المركز | اللاعب           |
| ----- | ------- | ------ | ---------------- |
|       | ألمانيا | وسط    | ريليند هيتيمي    |
|       | ألمانيا | وسط    | ارام كهرمان      |
|       | ألمانيا | وسط    | رضا خضرة         |
|       | ألمانيا | وسط    | لوكاس كلانتزوس   |
|       | ألمانيا | وسط    | صموئيل أورس      |
|       | هولندا  | وسط    | ايمانويل بهاراي  |
|       | ألمانيا | وسط    | فليكس شلاسيربيرق |
|       | ألمانيا | وسط    | باسكال ثاسين     |
|       | ألمانيا | وسط    | فلاديمير فاغنر   |
|       | ألمانيا | وسط    | فلوريان فيندت    |
|       | ألمانيا | مهاجم  | علاء بكر         |
|       | ألمانيا | مهاجم  | ماكس فلير        |
|       | ألمانيا | مهاجم  | يوسوفا موكوكو    |
|       | ألمانيا | مهاجم  | مالتي فينجيروسكي |

## الجهاز الفني
| دور                  | تحت 19                      | تحت 17                      |
| -------------------- | --------------------------- | --------------------------- |
| المدرب               | بنيامين هوفمان              | سيباستيان جيبرت             |
| مساعد المدرب         | دانيال ريوس                 | إرين يلماز                  |
| مدرب حراس المرمى     | ماركو نوب                   | مايكل سترزيس                |
| مدرب اللياقة البدنية | هيكو التحيز                 | هيكو التحيز                 |
| مدرب التأهيل         | كريستيان فروبوز كاترين ويبر | سيباستيان علامة كاترين ويبر |

## الانجازات
- تحت 19

فائز (7): 1993-94، 1994-95، 1995-96، 1996-97، 1997-98، 2015-16، 2016-17
وصيف (1): 2008-09
- تحت 17

فائز (7): 1983-84، 1992-93، 1995-96، 1997-98، 2013-14، 2014-15، 2017-18
وصيف (6): 1998-99، 2000-01، 2005-06، 2006-07، 2007-08، 2015-16
- تحت 19، الدوري الألماني الغربي

فائز (3): 2008-09، 2015-16، 2016-17
وصيف (1): 2017-18
- تحت 17، الدوري الألماني الغربي

فائز (5): 2007-08، 2013-14، 2014-15، 2015-16، 2017-18
وصيف (3): 2006-07، 2010-11، 2016-17
- تحت 19، كأس وستفاليا

فائز (5): 2006-07، 2007-08، 2009-10، 2011-12، 2014-15
وصيف (1): 2012-13
- تحت 17، كأس وستفاليا

فائز (3): 2006-07، 2008-09، 2013-14
وصيف (4): 2011-12، 2012-13، 2015-16، 2017-18
هذه القائمة لمن برز من بوروسيا دورتموند للشباب، الذين ذهبوا لتمثيل بلادهم مع المنتخب الأول.
| الاسم              | المنتخب          | ملاحظة                                                                                                   |
| ------------------ | ---------------- | --- |
| أوغسطين أهينفول    | غانا             | |
| ميخائيل ألكساندروف | بلجيكا           | |
| انيس الوشي         | كوسوفو           | |
| فلاديمير بوت       | روسيا            | |
| كريم ديميرباي      | ألمانيا          | فائز بكأس القارات عام 2017                                                                               |
| بشيرو جامبو        | غانا             | |
| دانيال جوردون      | جامايكا          | |
| ماريو غوتزه        | ألمانيا          | فائز بكأس العالم عام 2014 و المركز الثالث في بطولة أمم أوروبا عام 2012 والفائز بطولة أمم أوروبا عام 2016 |
| كيفن غروسكرويتس    | ألمانيا          | فائز بكأس العالم عام 2014                                                                                |
| آيكه إيمل          | ألمانيا          | فائز بطولة أمم أوروبا عام 1980 وصيف كأس العالم عام 1982 وعام 1986                                        |
| عيسى عيسى          | لبنان            | |
| هيلموت كابيتولسكي  | ألمانيا          | |
| إردال كيسر         | تركيا            | |
| أغسطس لينز         | ألمانيا          | |
| باتريك نجامبي      | الكاميرون        | |
| ديفيد أودونكور     | ألمانيا          | وصيف بطولة أمم أوروبا عام 2008 والمركز الثالث في كأس العالم 2006                                         |
| ياسين أوزتكين      | تركيا            | |
| كريستيان بوليسيتش  | الولايات المتحدة | |
| ماركو رويس         | ألمانيا          | |
| لارس ريكن          | ألمانيا          | وصيف كأس العالم عام 2002                                                                                 |
| أنطونيو روديغر     | ألمانيا          | فائز بكأس القارات عام 2017                                                                               |
| نوري شاهين         | تركيا            | |
| كوسي ساكا          | الكونغو          | |
| مارسيل شميلزر      | ألمانيا          | |
| ابراهيم تانكو      | غانا             | |
| سيباستيان تيرالا   | بولندا           | |
| ميركو فوتافا       | ألمانيا          | فائز بطولة أمم أوروبا عام 1980                                                                           |
| مايكل زورك         | ألمانيا          | |

## وسام فريتز والتر
منحت لأول مرة في عام 2005، وسام فريتز والتر هو سلسلة من جوائز سنوية من قبل الاتحاد الألماني لكرة القدم إلى لاعبي كرة القدم الألمانيين الشباب.
وقد فاز بها من شباب بوروسيا دورتموند:
| السنة | الفئة  | الميدالية | اللاعب               |
| ----- | ------ | --------- | -------------------- |
| 2005  | تحت 18 | الذهبية   | مارك-أندريه كروشكا   |
| 2005  | تحت 17 | البرونزية | سيباستيان تيرالا1[›] |
| 2009  | تحت 17 | الذهبية   | ماريو غوتزه          |
| 2010  | تحت 18 | الذهبية   | ماريو غوتزه          |
| 2012  | تحت 19 | الذهبية   | أنطونيو روديغر       |
| 2015  | تحت 17 | الذهبية   | فيليكس باسلاك        |
| 2018  | تحت 17 | البرونزية | لوكا أونبهاون        |

^ 1: بدأ تيرالا مسيرته مع فريق كرة القدم الوطني للشباب في ألمانيا. ثم بعد ذلك أنتقل إلى بولندا.